# Сыпай-Нанайская национальная волость
Сыпай-Нанайская национальная волость (кит. упр. 四排赫哲族乡, пиньинь Sìpái hèzhé zúxiāng, палл. Сыпай хэчжэ цзусян) — это национальная волость, состоящая в составе уезда Жаохэ, городского округа Шуанъяшань, в северо-восточной китайской провинции Хэйлунцзян. Волость занимает площадь 52 км², население — около 2000 жителей (конец 2009 года). Расположена прямо на западном берегу Уссури, которая образует границу с Россией. В основном производит рис, сою и кукурузу. Кроме того, рыболовство в Уссури (45 рыбацких лодок) играет важную роль в экономической жизни. Сообщество является одним из традиционных поселений хэчжэнов, тунгусо-маньчжурских жителей в Северо-Восточной Азии, которые традиционно жили охотой и рыболовством.

## Weblinks
- Сыпай-Нанайская национальная волость в китайской сети топонимов — Китайский
- Сыпай-Нанайская национальная волость на сайте правительства уезда Жаохэ — Китайский